# Marek Nowak (logik)
Marek Nowak (ur. 26 maja 1957 w Łodzi) – polski logik, profesor nadzwyczajny Uniwersytetu Łódzkiego (Wydział Filozoficzno-Historyczny Uniwersytetu Łódzkiego, Instytut Filozofii, Katedra Logiki i Metodologii Nauk) i Akademii Humanistyczno-Ekonomicznej w Łodzi, doktor habilitowany nauk humanistycznych.

## Życiorys
W 1989 obronił doktorat z filozofii pod tytułem Logiki zachowujące stopnie prawdziwości. W 2003 napisał rozprawę habilitacyjną Formalna Reprezentacja Pojęcia Sądu Dla Zastosowań Teorii Aktów Mowy.
Zajmuje się dydaktyką filozofii, logiką filozoficzną, logiką formalną, logiką matematyczną, dokładniej zaś niemonotonicznymi relacjami inferencji, logiką wielowartościową, logikami parakonsystentnymi, logikami ścisłej i analitycznej implikacji, semantykami matrycowymi dla logik zdaniowych, logikami pierwszego rzędu, pojęciem sądu, aktami mowy, filozofią języka.